# Concepció de Miravall
Concepció de Miravall és una església del municipi de les Valls d'Aguilar protegida com a bé cultural d'interès local.

## Descripció
L'església de la Mare de Déu de la Concepció de Miravall és un edifici que en l'estat actual planteja nombrosos interrogants, de tal manera que resulta difícil destriar quina part correspon a l'estructura original i quina part correspon a afegits posteriors.
És un temple d'una sola nau, coberta amb volta de canó, coronada a llevant per una testera plan, que tanca l'obertura d'un absis semicircular, cobert amb una volta de quart d'esfera i considerablement més baix que la nau, motiu pel qual devia construir-se aquesta important testera, tapant l'obertura absidal, on s'obria una finestra actualment paredada. Prop de testera actual, en els murs nord i sud, s'obren sengles capelles rectangulars, cobertes amb una volta de canó, de perfil semicircular, que presenten cadascuna, una finestra de doble esqueixada, orientades a llevant. Pel seu aspecte, sembla que aquestes capelles haurien de respondre a afegits tardans, però l'estructura de les finestres, idèntiques a la que s'obre al fons de l'absis, i sobretot, el fet que no s'observa cap discontinuïtat entre els paraments exteriors de les capelles i els de la nau, plantegen seriosos dubtes sobre el procés constructiu, i no pot descartar-se que l'edifici respongui a un únic procés constructiu, i no pot descartar-se que l'edifici respongui a un únic procés constructiu, almenys pel que respecta a la nau i les capelles.
Al centre de la nau hi ha una gran llosa rectangular, amb tres creus gravades i una anella de ferro que possiblement dona accés a una cripta.
La porta, en arc de mig punt, s'obre a la façana de ponent, i damunt aquesta porta hi ha una finestra de doble esqueixada que és potser l'element més netament medieval que conserva l'edifici. En el mur meridional de la nau, prop del mur que tanca la nau per llevant, hi ha una finestra de doble esqueixada que està paredada.
L'aparell és de reble, irregular en tots els paraments, i no hi ha elements decoratius que permetin establir un marc referencial per a un tipus constructiu.
És difícil establir una cronologia. La finestra de ponent respon a formes pròpies del segle xi, d'altra banda però les capelles laterals sabem que són més tardanes però no és possible datar-les.

## Història
Des de la baixa edat mitjana, el lloc de Miravall formà part de la senyoria dels vescomtes de
Castellbò, els quals gaudien de tota la jurisdicció sobre l'indret. Dins de la divisió administrativa del vescomtat de Castellbò, Miravall estava integrat dins de la batllia de la Vall d'Aguilar, del quarter de Castellbò.
No es coneixen notícies antigues referents a l'església de la Mare de Déu de la Concepció de Miravall, que era sufragània de la de Berén, excepte pel que fa a la creació d'un benefici a la capella de la Santa Creu de dita església, l'any 1750.